# Oscar Mohr
Oscar "Cary" Mohr (Sint-Petersburg, 15 september 1907 - Djakarta, 3 mei 1952) was een Nederlands journalist en verzetsman. 

## Jeugd
Zijn vader was Nederlands, zijn moeder Russisch. Na de Russische revolutie van 1917 zat zijn vader enige tijd gevangen. Daarop vluchtte het gezin naar Nederland. Na een aantal mislukte studies kwam Oscar Mohr in 1932 in dienst van het Algemeen Handelsblad. Ook schreef hij voor de London Times.

## Tweede Wereldoorlog
Mohr zat in het verzet en speelde inlichtingen door aan Pim Boellaard en Herman Wiardi Beckmann, die hij in zijn onderduiktijd had ontmoet. Ze zagen elkaar weer in het Oranjehotel, nadat Mohr in september 1942 was gearresteerd. Via het Oranjehotel en kamp Haaren kwamen de drie mannen in het Nacht und Nebelkamp Natzweiler terecht en daarna in Allach. Boellaard en Wiardi Beckmann waren enkele maanden eerder opgepakt dan Mohr, en waren zeer bevriend geraakt. Mohr sloot zich daarbij aan. Beckman was voor de oorlog politicus, Boellaard was directeur van een verzekeringsbedrijf, en Mohr schreef voor de Times, de New York Times en het Handelsblad, waar hij in 14 mei 1940 zijn ontslag indiende. Hij wilde absoluut niet onder een buitenlandse bezettingsmacht schrijven. Intellectueel waren de mannen gelijk, maar hun politieke opvattingen verschilden, hetgeen aanleiding gaf tot levendige discussies.
Mohr en Beckman hadden al intensief contact in Natzweiler en hadden daar bedacht dat zij met medewerking van andere gevangenen een dichtbundel zouden samenstellen. Mohr schreef de gedichtjes, of delen ervan, met potlood of pen in een klein zwart boekje, dat de oorlog overleefde. Het waren niet alleen nieuwe gedichten, ook Shakespeare en Baudelaire kwamen erin voor, zolang het de geest maar bezig hield. Op zondag werd er uit het boekje voorgelezen.
Dat Mohr Russisch sprak, was belangrijk want in Natzweiler zaten veel Russen. Zij hadden weinig contact met de West-Europeanen maar Mohr diende hen als tolk.
Toen de geallieerden naderden, werd Natzweiler in het najaar van 1944 ontruimd. De drie vrienden werden in een veewagon met 80 medegevangenen naar Dachau vervoerd. Op 17 februari 1945 werd Beckman ziek. Hij had vlektyfus, hetgeen voor mannen boven de 35 jaar meestal dodelijk was. Hij overleed op 15 maart. Boellaard had zijn baantje als  Stubenältester overgenomen, ondank de tyfus die er heerste. Mohr werd naar Allach gestuurd, maar bleef gedichten verzamelen. Eind april 1945 werden de kampen Dachau en Allach bevrijd. Een maand laster was Mohr weer in Nederland.

## Na de oorlog
Mohr werd eind 1945 sous-chef voorlichting bij het ministerie van Buitenlandse Zaken. In 1947 maakte hij de eerste politionele actie mee. Hij ondervond in die tijd steeds meer tegenstand bij het verbeteren van de culturele samenwerking tussen Nederland en Nederlands-Indië. 
Mohr overleed op 44-jarige leeftijd aan de gevolgen van een infectieziekte.